# 宮文彩
宫文彩（？—1645年），明朝末年山东嘉祥（今属金乡县城西北宫家堂）人。与满家洞石工关系很好，因不堪赋税，崇祯十二年（1639年），率二万石工起事于满家洞。崇祯十五年（1641年），开始多次围攻嘉祥县城。之后，接受了大顺李自成的封号，自称擎天王。年號也是永昌。清军入关后，竭力抗清，成为鲁西南一支重要的反清势力。顺治二年，肃亲王豪格至济宁，围攻满家洞（今属嘉祥县满硐乡），诱杀了宫文彩。